# Clotaire Delourme
Pour les articles homonymes, voir Delourme.
Clotaire Delourme est un homme politique français né le 14 janvier 1877 à Cysoing (Nord) et mort le 7 mai 1950 à Hellemmes-Lille (Nord).

## Biographie
Fils d’un cabaretier-charcutier, Clotaire Delourme devient instituteur à Hellemmes. Pendant la Première Guerre mondiale, il est grièvement blessé sur le front de la Somme et doit subir l’amputation de la jambe droite.
Militant socialiste, il opte dès le début de 1920 pour la IIIe Internationale en fondant, notamment avec Joseph Hentgès et Florimond Bonte, l'hebdomadaire Le Prolétaire qui deviendra par la suite le quotidien L'Enchaîné. Il s'engage également au sein du syndicat des instituteurs et devient secrétaire du syndicat CGTU des instituteurs du Nord de 1922 à 1929.
Clotaire Delourme est député du Nord de 1924 à 1928. Inscrit au groupe communiste, il fait partie de la commission de l'enseignement et des beaux-arts, de la commission des régions libérées (1924), de la commission des pensions civiles et militaires (1926).
Il est l’un des fondateurs de la Fédération du Nord de l’Association républicaine des anciens combattants dont il est trésorier, puis secrétaire général et président (jusqu’en 1929).
La maladie l'oblige à se retirer de la vie politique et syndicale au début des années 1930.

## Décorations
- Médaille militaire
- Croix de guerre 1914-1918 (avec deux citations)

## Sources et références
- « Clotaire Delourme », dans le Dictionnaire des parlementaires français (1889-1940), sous la direction de Jean Jolly, PUF, 1960 [détail de l’édition]

1. ↑  Notice DELOURME Clotaire, maitron.fr